# Walia na Igrzyskach Imperium Brytyjskiego i Wspólnoty Brytyjskiej 1954
Reprezentacja Walii na V Igrzyskach Imperium Brytyjskiego i Wspólnoty Brytyjskiej w Vancouver liczyła dwudziestu zawodników (osiemnastu mężczyzn i dwie kobiety) startujących w siedmiu z ośmiu dyscyplin sportowych. Był to piąty start walijskiej reprezentacji na igrzyskach. Zdobyła ona siedem medali, co uplasowało ją na trzynastym miejscu w klasyfikacji generalnej.

## Medale
| Dyscyplina           | Złoto | Srebro | Brąz | Razem |
| -------------------- | ----- | ------ | ---- | ----- |
| pływanie             | 1     | –      | –    | 1     |
| Boks                 | –     | 1      | –    | 1     |
| Lekkoatletyka        | –     | –      | 2    | 2     |
| Kolarstwo            | –     | –      | 1    | 1     |
| Podnoszenie ciężarów | –     | –      | 1    | 1     |
| Szermierka           | –     | –      | 1    | 1     |
| Razem                | 1     | 1      | 5    | 7     |

## Reprezentanci
Boks
- Malcolm Collins – waga piórkowa mężczyzn (2. miejsce)

 Bowls
- Alfred Thomas – turniej indywidualny mężczyzn (5. miejsce)
- Alfred Thomas, Ivor Thomas, Obediah Hopkins, R.S. Devonald – turniej czwórek mężczyzn (9. miejsce)

 Kolarstwo
- M.T. Campbell – wyścig szosowy mężczyzn (wynik nieznany), scratch na 10 mil (wynik nieznany), jazda indywidualna na czas 1000 m (18. miejsce), wyścig na dochodzenie 4000 m mężczyzn (wynik nieznany)
- J.C. Skene – wyścig szosowy mężczyzn (wynik nieznany), scratch na 10 mil (3. miejsce), jazda indywidualna na czas 1000 m (17. miejsce),
- P.R. Waring – wyścig szosowy mężczyzn (wynik nieznany), scratch na 10 mil (wynik nieznany), jazda indywidualna na czas 1000 m (21. miejsce), wyścig na dochodzenie 4000 m mężczyzn (wynik nieznany)

 Lekkoatletyka
- John Disley – bieg na 1 milę mężczyzn (odpadł w eliminacjach), bieg na 3 mile mężczyzn (nie pojawił się na starcie)
- Kenneth Jones – bieg na 100 jardów mężczyzn (6. miejsce), bieg na 220 jardów mężczyzn (3. miejsce)
- Peter John Phillips – bieg na 440 jardów mężczyzn (odpadł w eliminacjach), bieg na 880 jardów mężczyzn (odpadł w eliminacjach)
- John Clive Roberts – rzut oszczepem (11. miejsce)
- Bob Shaw – bieg na 120 jardów przez płotki mężczyzn (odpadł w eliminacjach), bieg na 400 jardów przez płotki mężczyzn (3. miejsce)
- Hywel Williams – rzut dyskiem mężczyzn (5. miejsce), pchnięcie kulą mężczyzn (11. miejsce)

 Pływanie
- William Brockway – 110 jardów stylem grzbietowym mężczyzn (1. miejsce)
- Phyllis Winton – 110 jardów stylem dowolnym kobiet (odpadła w eliminacjach), 440 jardów stylem dowolnym kobiet (odpadła w eliminacjach)

 Podnoszenie ciężarów
- A.A. Evans – waga do 90 kg mężczyzn (7. miejsce)
- Ron Jenkins – waga do 60 kg mężczyzn (3. miejsce)

 Szermierka
- A.G.M. Harding – floret kobiet (3. miejsce)
- E.O.R. Reynolds – szpada mężczyzn (4. miejsce), floret mężczyzn (5. miejsce), szabla mężczyzn (6. miejsce)